# Radostin Stanew
Radostin Lubomirow Stanew (bułg. Радостин Любомиров Станев, ur. 11 lipca 1975 w Warnie) – bułgarski piłkarz występujący na pozycji bramkarza.

## Kariera klubowa
Piłkarską karierę rozpoczynał w Spartaku Warna, w którego barwach zadebiutował na pierwszoligowych boiskach w wieku 20 lat. W 1997 roku przeniósł się do Sofii, po epizodzie w CSKA na trzy sezony związał się z Lokomotiwem. Na początku rundy wiosennej sezonu 2000/02 wyjechał z Bułgarii. Przez niecałe dwa lata był zawodnikiem Legii Warszawa, z którą w tym czasie zdobył mistrzostwo Polski, później występował w rosyjskim Szynniku Jarosław, a od 2004 do 2006 roku grał w rumuńskim Naționalu Bukareszt. W sezonie 2005/06 dotarł z nim do finału Pucharu Rumunii, w którym Național uległ 0:1 Rapidowi. W latach 2006–2007 grał w cypryjskim Arisie Limassol. W 2008 roku był piłkarzem Spartaka Warna, a karierę kończył w 2009 roku jako zawodnik klubu Łokomotiw Mezdra.

## Kariera piłkarska
| Sezon   | Klub               | Rozgrywki                 | Mecze | Bramki |
| ------- | ------------------ | ------------------------- | ----- | ------ |
| 1995/96 | Spartak Warna      | A RFG                     | 12    | 0      |
| 1996/97 | Spartak Warna      | A RFG                     | 29    | 0      |
| 1997/98 | Spartak Warna      | A RFG                     | 11    | 0      |
| 1997/98 | CSKA Sofia         | A RFG                     | 12    | 0      |
| 1998/99 | Lokomotiw Sofia    | A RFG                     | 22    | 0      |
| 1999/00 | Lokomotiw Sofia    | A RFG                     | 10    | 0      |
| 2000/01 | Lokomotiw Sofia    | A RFG                     | 19    | 0      |
| 2001/02 | Lokomotiw Sofia    | A RFG                     | 0     | 0      |
| 2001/02 | Legia Warszawa     | Ekstraklasa               | 8     | 0      |
| 2002/03 | Legia Warszawa     | Ekstraklasa               | 15    | 0      |
| 2003    | Szynnik Jarosław   | Priemjer-Liga             | 16    | 0      |
| 2004    | Szynnik Jarosław   | Priemjer-Liga             | 0     | 0      |
| 2004/05 | Național Bukareszt | Divizia A                 | 2     | 0      |
| 2005/06 | Național Bukareszt | Divizia A                 | 7     | 0      |
| 2006/07 | Național Bukareszt | Divizia A                 | 5     | 0      |
| 2007/08 | Aris Limassol      | Protathlima A’ Kategorias | 2     | 0      |
| 2007/08 | Spartak Warna      | A PFG                     | 11    | 0      |
| 2008/09 | Łokomotiw Mezdra   | A PFG                     | 13    | 0      |

## Sukcesy
Legia Warszawa
- mistrzostwo Polski: 2001/02
- Puchar Ligi: 2001/02